# Битень (зупинний пункт)
Бите́нь (біл. Быцень) — зупинний пункт Берестейського відділення Білоруської залізниці в Івацевицькому районі Берестейської області. Знаходиться за 2,7 км на північ від села Сосновий Бір, за 8 км на схід від села Битень; на лінії Барановичі-Центральні — Берестя-Центральний, між станціями Лісна та Доманове.